# クイーンズ伊勢丹
クイーンズ伊勢丹（クイーンズいせたん、英: Queen's Isetan）は、三越伊勢丹ホールディングス傘下の株式会社エムアイフードスタイルが展開するスーパーマーケットチェーンである。

## 概説
旧伊勢丹系列。首都圏を中心に高級志向のスーパーマーケットを展開している。「Green Q」というプライベートブランド商品の開発や、伊勢丹本体の食品売り場への商品納入も手がけている。
運営会社は、2011年3月までは株式会社クイーンズ伊勢丹であったが、同年4月1日に三越伊勢丹グループの事業再編に伴う株式会社二幸との合併により、株式会社三越伊勢丹フードサービスの事業のひとつとなった。2018年以降は株式会社エムアイフードスタイルにより運営されている。

## 沿革
- 1984年（昭和59年） - 株式会社伊勢丹高級食品専門店を設立。
- 1988年（昭和63年） - 株式会社伊勢丹商事と合併し、株式会社クイーンズシェフトレーディングに商号変更。
- 1991年（平成3年） - 株式会社伊勢丹ストアーを吸収合併して、株式会社クイーンズ伊勢丹に商号変更 。
- 2008年（平成20年）4月1日 - 三越と伊勢丹が経営統合し、持株会社三越伊勢丹ホールディングスを設立。
- 2011年（平成23年）4月1日 - 三越の食品製造卸売子会社である株式会社二幸に吸収合併され、株式会社クイーンズ伊勢丹は解散。株式会社二幸は株式会社三越伊勢丹フードサービスに商号変更する。
- 2014年（平成26年）5月19日 - ネットスーパー事業を通販子会社・三越伊勢丹通信販売から移管した「エムアイデリ」内部の新サービスとして存続させる旨を発表[4]
- 2017年（平成29年）12月1日 - 株式会社エムアイフードスタイル設立。
- 2018年（平成30年） - 株式会社三越伊勢丹フードサービスの主たる事業を株式会社エムアイフードスタイルへ会社分割により承継[5]。経営再建のため、三菱グループ系の投資ファンド「丸の内キャピタル」に株式の66％を売却。
- 2022年（令和4年）4月26日 ｰ 三越伊勢丹ホールディングスは、エムアイフードスタイルの株式について、丸の内キャピタルの保有分（66％）を全て買い戻すと発表した。[6]

## 旧法人概要
- 株式会社クイーンズ伊勢丹
  - 本社:東京都新宿区新宿5-11-22 中島ビル
  - 代表者:市森　暁（代表取締役社長）
  - 従業員数:約2700人（うち正社員558人）
  - 資本金:1億円（2010年（平成22年）3月31日現在）
  - 年間売上高:508億円（2009年（平成21年）実績）
  - 決算期:3月
  - 株主:株式会社伊勢丹100%
- 株式会社 三越伊勢丹フードサービス
  - 本社:東京都中央区豊海町3番16号 豊海ビル
  - 設立:1987年（昭和62年）4月（株式会社二幸）
  - 代表者:田中 哲（代表取締役社長）
  - 資本金:1億円
  - 株主:(株)三越伊勢丹 100%

## 店舗
- 笹塚店
- 仙川店（2016年（平成28年）春新装開店）
- 新高円寺店
- 小石川店
- 石神井公園店
- 品川店
- 白金高輪店
- 北浦和店
- 目白店
- 本八幡店（2003年（平成15年）7月29日開業[7]、2016年（平成28年）冬新装開店）
- 横浜店
- 藤沢店（ルミネ藤沢店内に2007年（平成19年）4月25日開業　生鮮食料品の取り扱いなし）
- 三鷹店（三鷹駅構内のDila三鷹内に2007年（平成19年）12月16日開業）
- 武蔵境店（武蔵境駅 nonowa口改札正面。2013年（平成25年）5月29日開業）
- 国分寺店 （国分寺駅北口のシティータワー国分寺内に2018年（平成30年）4月7日開業）
- 十条店 （十条北口のJ＆MALL（ジェイトモール）2階に2024年11月22日開業[2]）

### 閉店した店舗
- 旭ケ丘店（1967年（昭和42年）9月開店、2007年（平成19年）3月閉店。店舗跡には一旦スーパーナカヤが出店→閉店後、アコレ 清瀬旭が丘団地店が2020年11月13日開店）
- 小平店
- 自由が丘店（2003年（平成15年）11月21日開業、2005年（平成17年）9月14日閉店）
- 浦和前地店（2007年（平成19年）7月31日閉店）
- 芦花公園店
- 成城店
- 希望ヶ丘店（2008年（平成20年）9月30日閉店）
- 東陽町店（2008年（平成20年）4月25日開業、2009年（平成21年）8月31日閉店）
- 北与野店（2010年（平成22年）1月14日閉店）
- 世田谷砧店（2008年（平成20年）3月20日開業、2013年（平成25年）3月10日閉店）
- 錦糸町店（アルカキット錦糸町内。2014年（平成26年）2月16日閉店）
- 目黒店（2014年（平成26年）8月31日閉店）
- クイーンズアイ仙川店（近隣のクイーンズ伊勢丹仙川店の建て替えに伴い2014年（平成26年）10月1日から仮設店舗を設けて規模を縮小して営業後、2015年（平成27年）12月31日閉店）
- 調布店（1966年（昭和41年）9月8日開業、2016年（平成28年）3月21日閉店。店舗跡にはコープみらい調布染地店が開店）
- ふじみ野店 (ソヨカふじみ野内。2012年（平成24年）6月29日開業、2016年（平成28年）7月31日閉店。現ロピアふじみ野店。)
- 大宮店（ルミネ大宮店・ルミネ1内に2008年（平成20年）10月24日開業、2018年（平成30年）1月8日閉店[8]）
- ひばりが丘店（ひばりヶ丘パルコ地下1階に出店していたが、2018年（平成30年）2月20日閉店[9]。店舗跡には2018年秋にいなげやが運営するblooming bloomyが出店。）
- クイーンズ伊勢丹グランデ府中店（2016年（平成28年）3月30日 伊勢丹府中店地下1階食品フロアリニューアルの際に出店したが、伊勢丹府中店の閉鎖に伴い、2019年（令和元年）9月30日閉店）
- 港南台バーズ店（2023年3月31日閉店）2023年[10]
- 杉並桃井店

## 関連サイト
- 株式会社エムアイフードスタイル